# Filmfestival

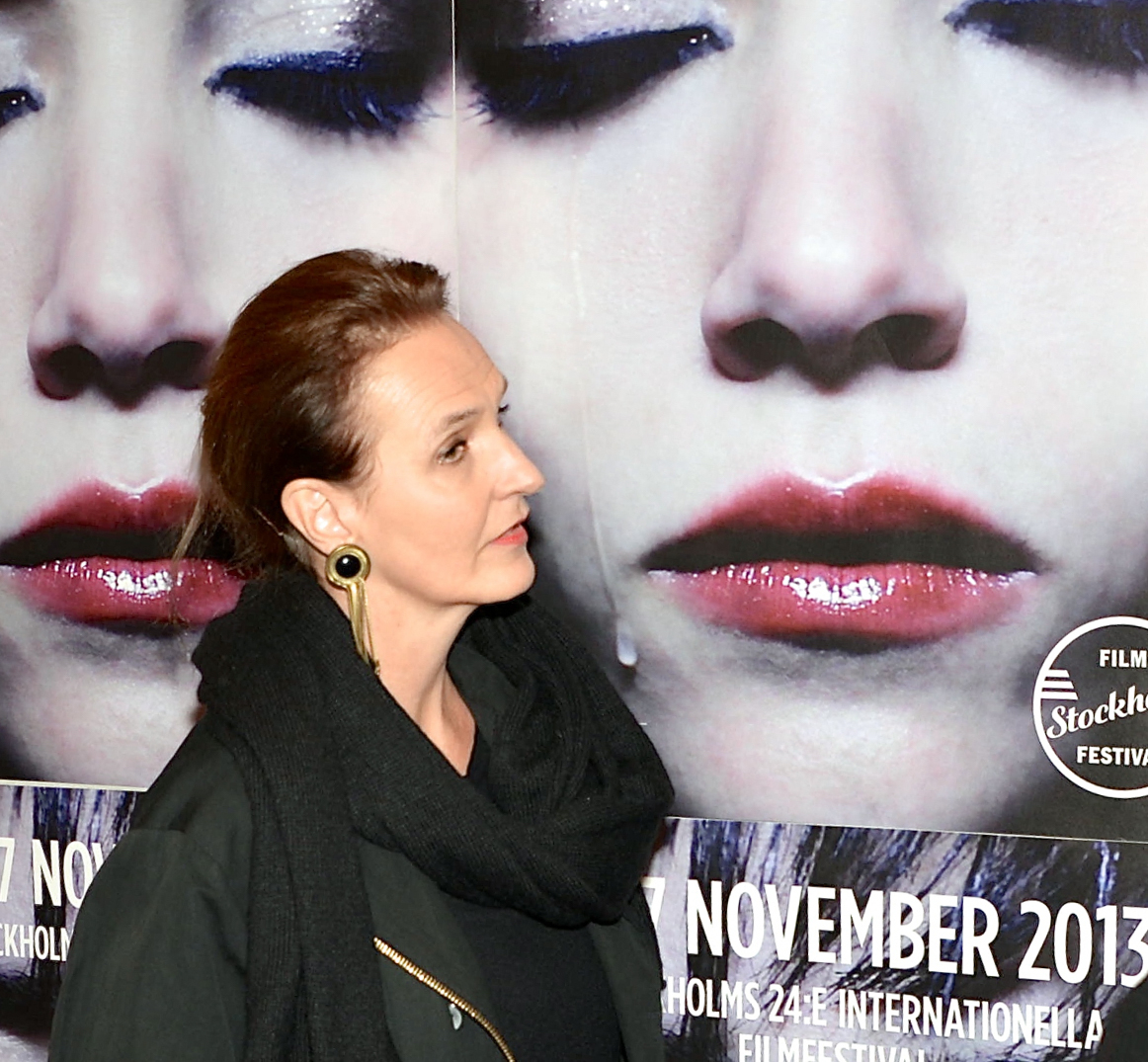
Stockholm International Film Festival 2013.

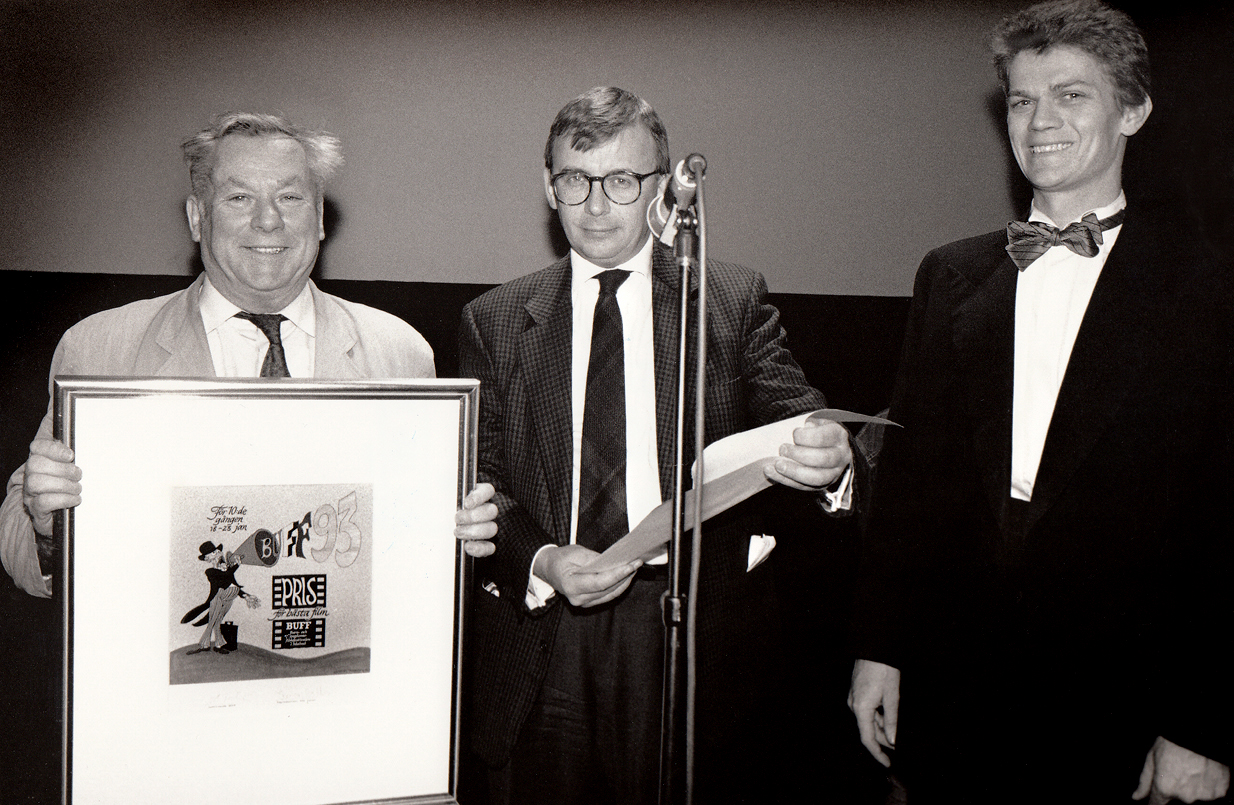
Prisutdelningen vid BUFF Filmfestival 1993.

En filmfestival är ett kulturevenemang där film visas och som vanligen återkommer på samma plats med viss regelbundenhet. En del filmfestivaler är specialiserade på en viss genre, till exempel science fiction-filmer. Exempel på internationellt kända filmfestivaler är Filmfestivalen i Venedig, Filmfestivalen i Cannes, Filmfestivalen i Berlin och Sundance.
Det är vanligt att filmer har sin premiär på en filmfestival, för att först senare gå upp på de vanliga biograferna. Detta är också ett sätt för producenterna att skapa uppmärksamhet för sin film, samtidigt som de försöker sälja distributionsrättigheter till filmdistribuenter. Många filmfestivaler har tävlingar i flera klasser, där publiken eller en särskild jury röstar fram pristagarna.
Världens äldsta filmfestival är Filmfestivalen i Venedig. Den började 1932 och har sedan dess ägt rum varje år i sena augusti eller tidiga september på ön Lido i Venedig i Italien.

## Kända filmpriser
- Guldbjörnen - Filmfestivalen i Berlin
- Guldpalmen - Filmfestivalen i Cannes
- Guldlejonet - Filmfestivalen i Venedig

## Filmfestivaler i urval

### A - G
- Amsterdam Lift-Off Film Festival
- Animafest Zagreb
- Angeläget Filmfestival
- Berlin & Beyond Film Festival
- Bloody Horror International Film Festival (i Ottawa)
- BUFF Filmfestival (i Malmö)
- CPH:PIX i Köpenhamn
- Digital Griffix Film Festival (Online)
- Filmfestivalen i Berlin
- Filmfestivalen i Cannes
- Filmfestivalen i Karlovy Vary
- Filmfestivalen i Venedig
- Göteborg Film Festival

### H - N
- Kortfilmfestivalen i Grimstad
- Los Angeles Cinefest
- Lund International Fantastic Film Festival

### O - U
- Tabloid Witch Awards (i Santa Monica)
- Tokyo Lift-Off Film Festival
- Tokyo International Film Festival
- Toronto International Film Festival
- Tribeca Film Festival
- Seattle International Film Festival
- Seol Lift-Off Film Festival
- Shock Stock (i London, Kanada)
- Sundance Film Festival
- Stockholms filmfestival
- Umeå filmfestival
- Uppsala Internationella Kortfilmfestival

### V - Ö
- Västerås filmfestival
- Wien Kortfilmfestival